# بغان یشت (اوستای ساسانی)
بَغان یَشت نَسک نام نسکِ (جلدِ) ۱۴ از اوستای ساسانی بوده است. به گمان نزدیک به یقین، یشت‌ها برگرفته از این نسکِ اوستای ساسانی می‌باشد. بغان یشت را می‌توان، همان گونه که از نامش پیداست، ایزدنامهٔ دین‌های کهن ایرانی که کم‌کم در آیین زرتشت مستحیل شده اند، به شمار آورد.
در اوستای کنونی نیز، هات‌های (فصل‌های) ۱۹، ۲۰ و ۲۱ یسنا را «بغان یشت» می‌نامند که نباید این هات‌ها را با بغان یشت نسک دورهٔ ساسانی اشتباه گرفت. این هات‌ها از نسکِ سوم اوستای ساسانی که «بغ نسک» نامیده می‌شده گرفته شده اند و ارتباطی با نسکِ چهاردهم (بغان یشت نسک) ندارند.